# Eigentliche Lanzennasen
Die Eigentlichen Lanzennasen (Phyllostomus) sind eine Fledermausgattung aus der Unterfamilie der Lanzennasen (Phyllostominae).
Es werden vier Arten unterschieden:
- Die Große Lanzennase (Phyllostomus hastatus) ist der größte Vertreter dieser Gattung und von Guatemala bis Südost-Brasilien verbreitet.
- Die Kleine Lanzennase (Phyllostomus discolor) ist von Mexiko bis Argentinien beheimatet.
- Phyllostomus elongatus zählt ebenfalls zu den kleineren Arten und lebt in Südamerika östlich der Anden.
- Phyllostomus latifolius kommt im nördlichen Südamerika (Kolumbien, Guyana, Französisch-Guyana und Nordbrasilien) vor.

Die einzelnen Arten unterscheiden sich erheblich in ihrer Größe: Während die Große Lanzennase mit einer Kopfrumpflänge von 10 bis 13 Zentimetern, einer Flügelspannweite von 45 Zentimetern und einem Gewicht von bis zu 140 Gramm zu den größten Fledermäusen des amerikanischen Kontinents gehört, erreicht die Kleine Lanzennase nur 55 bis 65 Millimeter Länge und ein Gewicht von 20 bis 40 Gramm. Das Fell dieser Tiere ist meist braun oder graubraun gefärbt. Kennzeichen sind das große, leicht nach vorn geneigte Nasenblatt, die weit auseinander stehenden Ohren und der schwer gebaute Schädel.
Diese Fledermäuse sind vom südlichen Mexiko bis ins nördliche Argentinien verbreitet. Ihr Lebensraum umfasst sowohl Wälder als auch trockene Grasländer. Tagsüber schlafen sie, manchmal in Gruppen von tausenden Tieren, in Höhlen, hohlen Baumstämmen oder Gebäuden, in der Nacht begeben sie sich auf Nahrungssuche. Sie sind Allesfresser, die sowohl kleine Wirbeltiere und Insekten als auch Früchte und Nektar zu sich nehmen.
Eigentliche Lanzennasen leben in Haremsgruppen, ein Männchen schart bis zu 30 Weibchen um sich, die übrigen Männchen leben in Junggesellengruppen zusammen. Oft kommt es zu Kämpfen, bei denen der Haremsführer seine Position gegenüber anderen Männchen zu verteidigen sucht. Die Weibchen sind von einem etwaigen Wechsel des Männchens unbeeindruckt, Weibchengruppen sind oft stabil und die Tiere bleiben jahrelang zusammen.
Die Weibchen einer Gruppe bringen nahezu gleichzeitig ihre Jungtiere, meistens eines, zur Welt. Diese sind mit zwei Monaten selbständig und verlassen nach mehreren Monaten ihre Elterngruppe, um sich zu neuen Einheiten zusammenzuschließen.